# UCI Africa Tour de 2017
O UCI Africa Tour de 2017 é a décima terceira edição do calendário ciclístico internacional africano. Inicia-se a 21 de janeiro de 2017 com a KZN Summer Series Race e finalizou a 15 de outubro do mesmo ano nos Camarões, com o Grande Prêmio de Chantal Biya.

## Equipas
As equipas que podem participar nas diferentes carreiras dependem da categoria das mesmas. A maior nível de uma carreira podem participar equipas a mais nível. As equipas UCI Pro Team, só podem participar das carreiras .1 mas têm cota limitada para competir, e os pontos que conseguem seus ciclistas não conta à classificação.
| Categoria           | Categoria                     | Equipas                                                                                           |
| ------------------- | ----------------------------- | ------------------------------------------------------------------------------------------------- |
| align="center" \|.1 | 1.1 (Carreira de um dia)      | * ProTeam (max 50%) * Profissionais Continentais * Continentais * Selecções nacionais             |
| align="center" \|.1 | 2.1 (Carreira de vários dias) | * ProTeam (max 50%) * Profissionais Continentais * Continentais * Selecções nacionais             |
| align="center" \|.2 | 1.2 (Carreira de um dia)      | * Profissionais Continentais * Continentais * Selecções nacionais * Selecções regionais * Amadors |
| align="center" \|.2 | 2.2 (Carreira de vários dias) | * Profissionais Continentais * Continentais * Selecções nacionais * Selecções regionais * Amadors |

## Calendário
As seguintes são as carreiras que compõem o calendário UCI Africa Tour aprovado pela UCI

### Fevereiro
| Data | Carreira                                         | Cat. | Ganhador             | Equipa          |
| ---- | ------------------------------------------------ | ---- | -------------------- | --------------- |
| 3    | Les challenges Marche Verte-G. P. Sakia El Hamra | 1.2  | Ahmed Amine Galdoune |                 |
| 5    | Les challenges Marche Verte-G. P. Oued Eddahab   | 1.2  | Ivan Balykin         | Torku Sekerspor |
| 6    | Les challenges Marche Verte-G. P. Al Massira     | 1.2  | Ahmet Örken          | Torku Sekerspor |
| 9    | Challenge du Prince-Trophée Princier             | 1.2  | Thomas Vaubourzeix   | Nice            |
| 11   | Challenge du Prince-Trophée de l'Anniversaire    | 1.2  | Umberto Marengo      |                 |
| 12   | Challenge du Prince-Trophée da Maison Royale     | 1.2  | Ahmed Amine Galdoune |                 |
| 27-5 | Tropicale Amissa Bongo                           | 2.1  | Yohann Gène          | Direct Énergie  |

### Março
| Data  | Carreira          | Cat. | Ganhador         | Equipa   |
| ----- | ----------------- | ---- | ---------------- | -------- |
| 10-18 | Tour dos Camarões | 2.2  | Nikodemus Holler | Bike Aid |

### Abril
| Data  | Carreira                         | Cat. | Ganhador          | Equipa                 |
| ----- | -------------------------------- | ---- | ----------------- | ---------------------- |
| 7-16  | Volta a Marrocos                 | 2.2  | Anass Aït O Abdia | Selecção de Marrocos   |
| 15    | Fenkil Northen Red Sea Challenge | 1.2  | Pierpaolo Ficara  | Amore & Vita-Selle SMP |
| 16    | Circuito de Massawa              | 1.2  | Simon Musie       |                        |
| 18-22 | Tour da Eritreia                 | 2.2  | Zemenfes Solomon  |                        |
| 22-29 | Tour de Senegal                  | 2.2  | Islam Mansouri    | Vélo Clube Sovac       |
| 23    | Circuito de Asmara               | 1.2  | Michael Habtom    |                        |

### Maio
| Data  | Carreira        | Cat. | Ganhador        | Equipa |
| ----- | --------------- | ---- | --------------- | ------ |
| 10-14 | Volta à Tunísia | 2.2  | Matthias Legley |        |

### Agosto
| Data | Carreira                    | Cat. | Ganhador    | Equipa |
| ---- | --------------------------- | ---- | ----------- | ------ |
| 28-2 | Tour Ethiopian Meles Zenawi | 2.2  | Willie Smit |        |

### Setembro
| Data  | Carreira                                 | Cat. | Ganhador      | Equipa                         |
| ----- | ---------------------------------------- | ---- | ------------- | ------------------------------ |
| 10-16 | Tour da Reconciliação da Costa do Marfim | 2.2  | Dieter Bouvry | Pauwels sauzen-Vastgoedservice |

### Outubro
| Data  | Carreira                      | Cat. | Ganhador       | Equipa |
| ----- | ----------------------------- | ---- | -------------- | ------ |
| 12-15 | Grande Prêmio de Chantal Biya | 2.2  | Clovis Kamzong |        |

## Classificações
- Nota:

### Individual
Integram-na todos os ciclistas que consigam pontos podendo pertencer tanto a equipas amadoras como profissionais, excepto os ciclistas de equipas UCI Pro Team.
| Posição | Ciclista             | Pontos |
| ------- | -------------------- | ------ |
| 1.º     | Willie Smit          | 353    |
| 2.º     | Meron Abraham        | 344    |
| 3.º     | Ahmed Amine Galdoune | 283    |
| 4.º     | Meron Teshome        | 247    |
| 5.º     | Valens Ndayisenga    | 178    |
| 6.º     | Zemenfes Selemun     | 175    |
| 7.º     | Tesfom Okubamariam   | 160    |
| 8.º     | Ali Nouisri          | 154    |
| 9.º     | Salaheddine Mraouni  | 149    |
| 10.º    | Awet Habtom          | 148    |

| 11.º | Soufiane Sahbaoui    | 146 |
| 12.º | Yohann Gène          | 145 |
| 13.º | Joseph Areruya       | 143 |
| 14.º | Matthias Legley      | 140 |
| 15.º | Temesgen Buru        | 138 |
| 16.º | Stefan De Bod        | 135 |
| 17.º | Islam Mansouri       | 129 |
| 18.º | Nikodemus Holler     | 127 |
| 19.º | Yonatan Hailu Hadege | 121 |
| 20.º | Ahmet Örken          | 120 |

### Equipas
A partir de 2016 e devido a mudanças regulamentares, todas as equipas profissionais entram nesta classificação, inclusive os UCI World Team que até a temporada anterior não pontuavam. Se confeciona com o somatório de pontos que obtenha uma equipa com suas 8 melhores corredores na classificação individual. A classificação também a integram equipas que não estejam registados no continente.
| Posição | Equipa                     | Pontos |
| ------- | -------------------------- | ------ |
| 1.º     | Bike Aid                   | 590    |
| 2.º     | Dimension Data for Qhubeka | 370    |
| 3.º     | Torku Sekerspor            | 196    |
| 4.º     | VIB Bikes                  | 192    |
| 5.º     | Direct Énergie             | 190    |

| 6.º  | Tirol                    | 178 |
| 7.º  | Start Vaxes              | 176 |
| 8.º  | Vélo Clube Sovac         | 171 |
| 9.º  | Interpro Cycling Academy | 160 |
| 10.º | Kuwait-cartucho.es       | 149 |

### Países
Se confecciona mediante os pontos dos 10 melhores ciclistas de um país, não só os que consigam neste Circuito Continental, senão também os conseguidos em todos os circuitos. E inclusive se um corredor de um país deste circuito, só consegue pontos em outro circuito (Europa, Ásia, America, Oceania), seus pontos contam a esta classificação. Ao igual que na classificação individual, os ciclistas podem pertencer tanto a equipas amadoras como profissionais, excepto os ciclistas de equipas UCI Pro Team.
| Posição | País          | Pontos |
| ------- | ------------- | ------ |
| 1.º     | Eritreia      | 1683   |
| 2.°     | África do Sul | 1239   |
| 3.º     | Marrocos      | 1041.5 |
| 4.º     | Ruanda        | 671    |
| 5.º     | Argélia       | 574    |

| 6.º  | Tunísia         | 448 |
| 7.º  | Etiópia         | 291 |
| 8.º  | Burquina Fasso  | 204 |
| 9.º  | Namíbia         | 143 |
| 10.º | Ilhas Maurícias | 108 |

### Países sub-23
| Posição | País     | Pontos |
| ------- | -------- | ------ |
| 1.º     | Eritreia | 905    |
| 2.º     | Marrocos | 545    |
| 3.º     | Ruanda   | 292    |

## Evolução das classificações
| Data            | Classificação individual | Classificação por equipas  | Classificação por países | Classificação por países sub-23 |
| --------------- | ------------------------ | -------------------------- | ------------------------ | ------------------------------- |
| 25 de janeiro   | Willie Smit              | Dimension Data for Qhubeka | Marrocos                 | Marrocos                        |
| 25 de fevereiro | Willie Smit              | Dimension Data for Qhubeka | Marrocos                 | Marrocos                        |
| 25 de março     | Willie Smit              | Bike Aid                   | Eritreia                 | Marrocos                        |
| 25 de abril     | Willie Smit              | Bike Aid                   | Eritreia                 | Marrocos                        |
| 25 de maio      | Willie Smit              | Bike Aid                   | Eritreia                 | Eritreia                        |
| 25 de junho     | Willie Smit              | Bike Aid                   | Eritreia                 | Eritreia                        |
| 25 de julho     | Willie Smit              | Bike Aid                   | Eritreia                 | Eritreia                        |
| 15 de agosto    | Willie Smit              | Bike Aid                   | Eritreia                 | Eritreia                        |
| 25 de agosto    | Willie Smit              | Bike Aid                   | Eritreia                 | Eritreia                        |
| 25 de setembro  | Willie Smit              | Bike Aid                   | Eritreia                 | Eritreia                        |
| 31 de outubro   | Willie Smit              | Bike Aid                   | Eritreia                 | Eritreia                        |
| Final           | Willie Smit              | Bike Aid                   | Eritreia                 | Eritreia                        |